# Italienischer Wolf

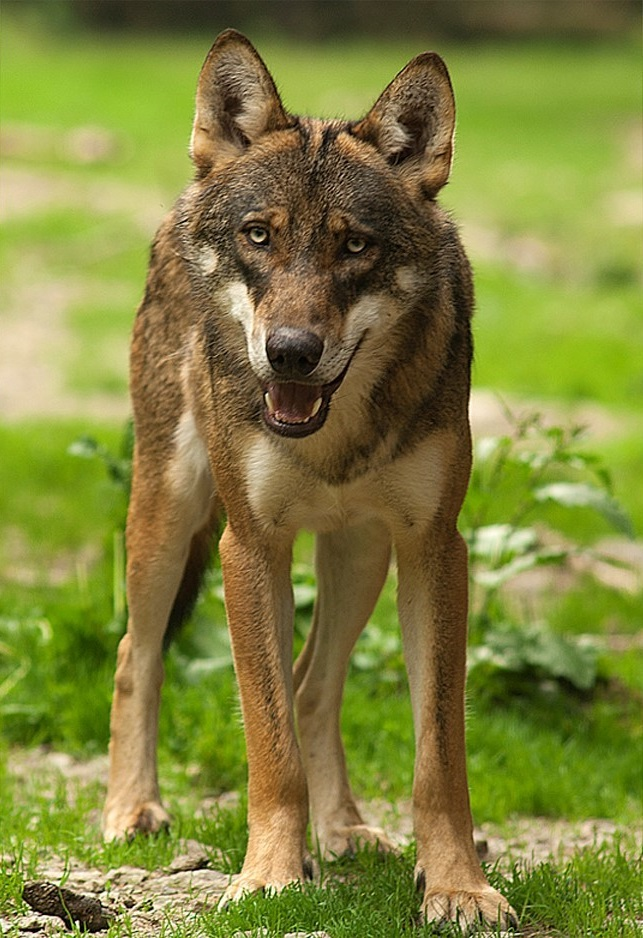
Italienischer Wolf

Der Italienische Wolf, auch Apenninwolf, ist eine Population des Wolfes, die die Italienische Halbinsel sowie Teile der französischen Alpen besiedelt. Diese Wölfe unterscheiden sich morphologisch und genetisch von anderen europäischen Wölfen, woraufhin sie teilweise als eigene Unterart Canis lupus italicus klassifiziert wurden. Die Unterschiede sind offenbar nicht durch verstärkte Einkreuzung von Haushunden in die italienischen Bestände bedingt. Aktuell werden die italienischen Wölfe dem Eurasischen Wolf (Canis lupus lupus) zugeordnet.

## Merkmale

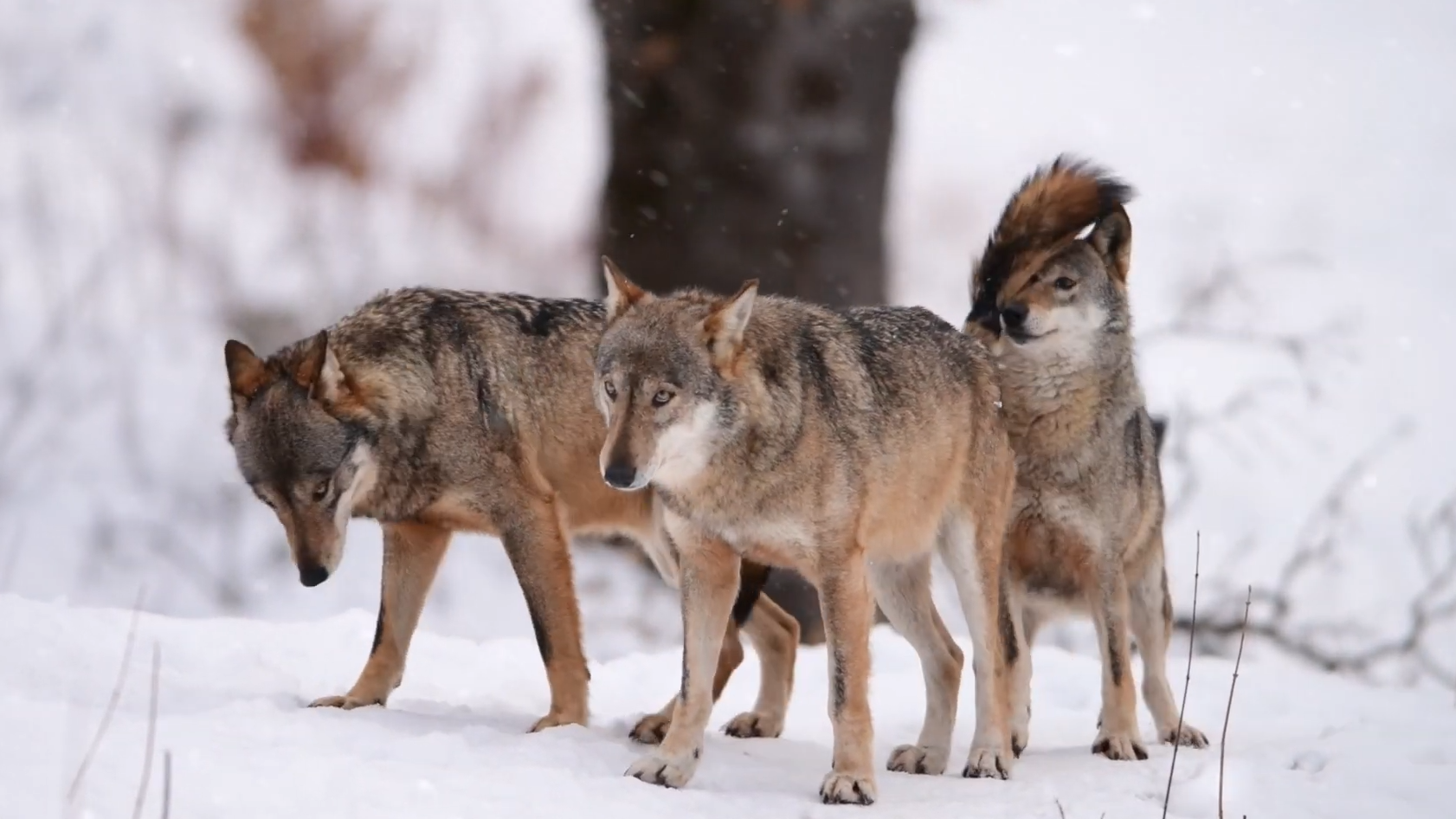
Canis lupus italicus im Nationalpark Abruzzen, Latium und Molise

Das Fell des Italienischen Wolfs ist graubraun an den Flanken, weiß an der Innenseite der Läufe und am Bauch sowie schwarz am Rücken sowie häufig auch an der Schnauze, der Stirn und den Vorderläufen.
Italienische Wölfe sind eine eher kleine Wolfsform und erreichen gewöhnlich eine Schulterhöhe von 70 cm und eine Kopf-Rumpf-Länge von 150 cm. Die Gewichte sind je nach Region gewissen Schwankungen unterworfen, liegen im Durchschnitt aber bei etwa 30 kg für Fähen (Weibchen) und 35 kg für Rüden (Männchen). In den französischen Alpen wurden Durchschnittsgewichte von 28 kg für Fähen und 36 kg für Rüden ermittelt.

## Ernährung
Im Vergleich zu manchen anderen Population des Wolfs bevorzugt der Italienische Wolf kleinere Huftiere als Beute. In Italien sind dies vorwiegend Huftiere wie Rehe, Rothirsche und Wildschweine, in den Alpen auch Gämsen, unter den Haustieren Schafe und Ziegen.
Kühe und Pferde werden nur äußerst selten gerissen. Es handelt sich dabei überwiegend um Kälber und Fohlen, ausgewachsene Tiere werden kaum getötet. Ein Grund dürfte die eher geringe Körpergröße der Italienischen Wölfe sein. Zudem kamen in ihrem ursprünglichen Lebensraum auch früher weder Elch noch Wisent vor, weshalb sich die Wölfe wohl nicht auf große Tiere spezialisiert haben (anders als beispielsweise in Nordamerika).

## Verbreitung

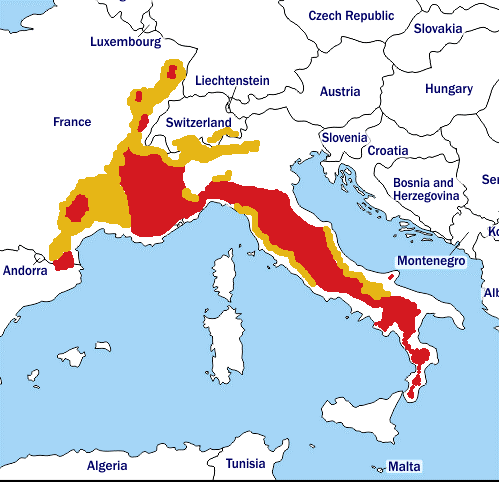
Verbreitungsgebiet (rot) des Italienischen Wolfes

Als historischer Lebensraum des Italienischen Wolfs gilt ganz Italien inklusive Sizilien.
Aktuell besiedelt der Italienische Wolf weite Teile des Apennin von Ligurien bis Kalabrien sowie die Westalpen. In den Alpen sind die französischen Alpen und das Piemont in Italien von Rudeln besiedelt. Seit einigen Jahren sind auch die Schweizer Alpen von Wölfen besiedelt. 2012 bildete sich am Calanda bei Chur das erste Rudel in der Schweiz nach der letzten Ausrottung. Der Bestand in der Schweiz ist 2022 auf 240 Wölfe gestiegen. Über die genaue Anzahl der gesamten Wolfspopulation herrscht Uneinigkeit, sie dürfte zwischen 500 und 1000 liegen. Die Population dehnt sich insbesondere in den Alpen weiter aus.

## Gefährdung und Schutz

### Historische Entwicklung

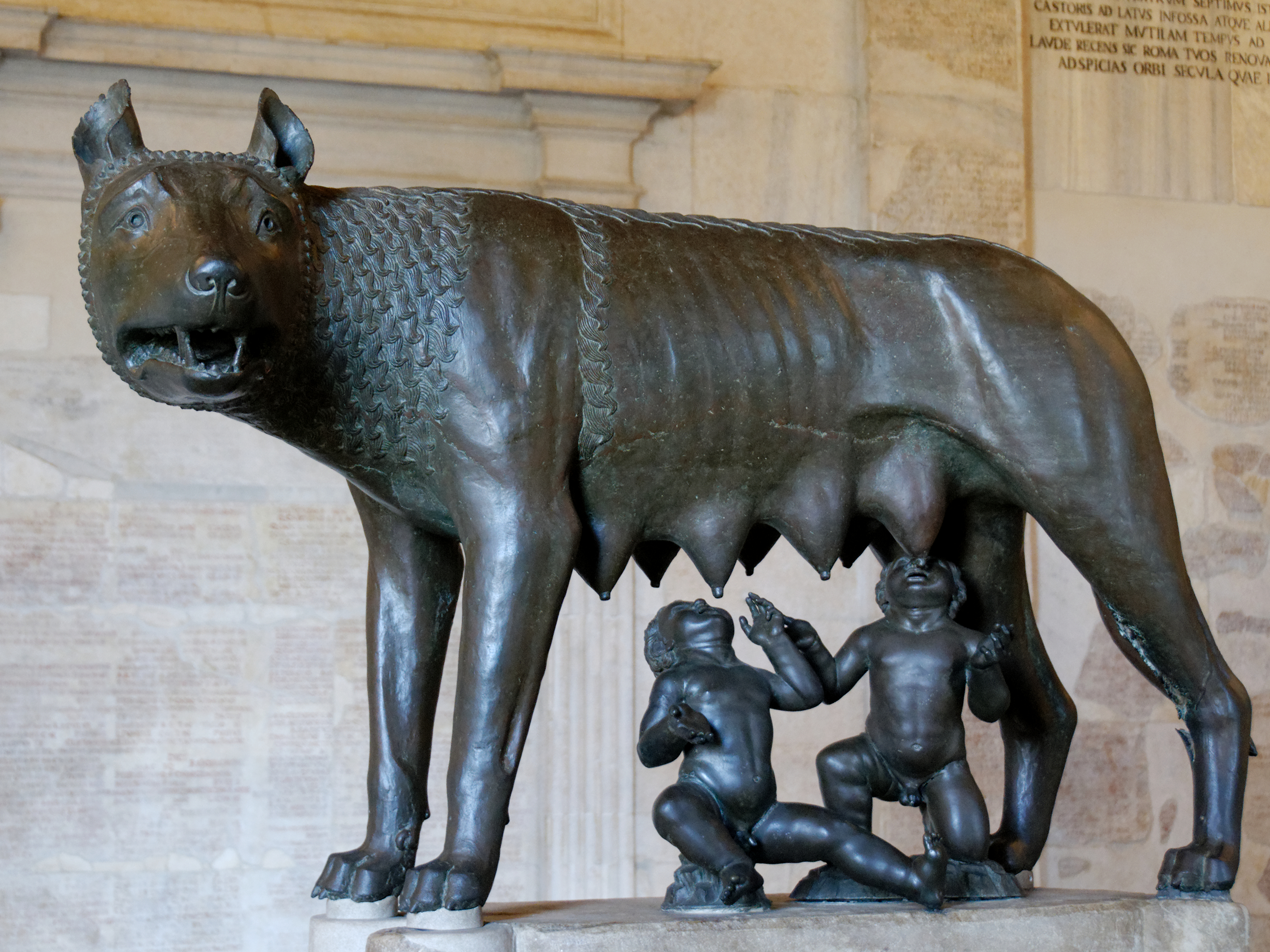
Die kapitolinische Wölfin säugt die Knaben Romulus und Remus, Bronze, Kapitolinische Museen

Der Italienische Wolf wurde, wie die anderen Populationen des Wolfs auch, stark vom Menschen bejagt, obwohl er in der italienischen Geschichte eine wichtige Rolle spielte und im Vergleich zu anderen Ländern relativ viele Sympathien genoss (siehe Romulus und Remus). So war der Italienische Wolf gegen Ende des 19. Jahrhunderts zunächst aus den Alpen verschwunden. Auf Sizilien wurde der letzte Abschuss eines Wolfes 1924 bestätigt, jedoch gibt es Berichte von Abschüssen aus den späten 1930er Jahren und von angeblichen Sichtungen aus den 1960er Jahren. Im Hügel- und Bergland der Apenninen war der Wolf gegen Ende des 19. Jahrhunderts noch weit verbreitet. Wohl erst nach dem Zweiten Weltkrieg wurde auch dort die Verbreitung durch Bejagung mit Schusswaffen und insbesondere mit Giftködern massiv zurückgedrängt.
Anfang der 1970er Jahre erreichte der Bestand mit ca. 100 Tieren (Wolfszensus von 1973) einen Tiefpunkt, und der Italienische Wolf stand kurz vor der Ausrottung. Sein Vorkommen erstreckte sich nur noch auf zehn voneinander isolierte Gebiete in Mittel- und Süditalien mit insgesamt 8500 km², davon das größte Gebiet in den Abruzzen. In den 1980er Jahren angestellte populationsgenetische Berechnungen ergaben, das der Tiefstand um 1970 lediglich 40 bis 50 % des für den kurzfristigen Populationserhalt erforderlichen Mindestbestandes betragen hatte. Bei einem Fortbestehen der Population auf diesem Niveau hätte die rasche Entwicklung einer Inzuchtdepression gedroht.
Die italienische Regierung reagierte 1976, stellte den Wolf unter Schutz und verbot die Verwendung von Giftködern. Nach der Unterschutzstellung erholte sich die Wolfspopulation kontinuierlich und breitete sich wieder in den ganzen Apenninen aus. Bereits im Jahr 1983 war der Bestand auf 220 Tiere in einem Gebiet von 13.500 km² angestiegen und Wölfe pflanzten sich bis nördlich von Genua fort. Damit war der für den kurzfristigen Populationserhalt notwendige Mindestbestand wieder erreicht. Die für den langfristigen Erhalt des Italienischen Wolfes erforderliche Populationsgröße wurde Mitte der 1980er Jahre mit 2000 Tieren beziffert, unter Annahme gleichbleibender populationsbiologischer Randbedingungen (kaum steigerungsfähige Populationsdichte, fortdauernde illegale Bejagung). Dieser Zielgröße hätte eine Ausdehnung des Verbreitungsgebietes auf 130.000 km² entsprochen, ungefähr 43 % der Fläche Italiens. Neben Zweifeln an der Umsetzbarkeit dieser Zielvorstellung rückten Fragen nach der Reinerbigkeit der verbliebenen Wölfe und nach der Gefahr einer zunehmenden Anreicherung von Hundegenen in der sich wieder ausbreitenden Wolfspopulation in das Zentrum des wissenschaftlichen Interesses. Man befürchtete zunehmende Verpaarungen mit freilaufenden oder verwilderten Haushunden, deren Anzahl 1983 auf 850.000 freilaufende und 80.000 verwilderte Hunde geschätzt wurde.
1987 wurde erstmals wieder ein Wolf in den italienischen Alpen nachgewiesen, 1992 in den französischen Alpen. 1995 wanderten Wölfe in den Kanton Wallis in der Schweiz ein. Um 2000 umfasste die italienische Population etwa 400 Tiere. Im Jahr 2006 wurde erstmals ein Italienischer Wolf in Deutschland nachgewiesen.
Wie bereits erwähnt, wurde und wird eine Vermischung mit Haushunden als eine Gefahr für den Bestand von „reinen“ Wölfen angesehen. Da in Italien der Bestand an verwilderten oder streunenden Haushunden den der Wölfe zahlenmäßig weit übertrifft, wird von einigen eine Vermischung ernsthaft in Betracht gezogen. Bekannt ist, dass es in der Vergangenheit zu Paarungen zwischen wildlebenden Wölfen und Haushunden in Italien gekommen ist, jedoch konnte nachgewiesen werden, dass die Italienischen Wölfe bislang reinerbig geblieben sind.

### Aktueller Status

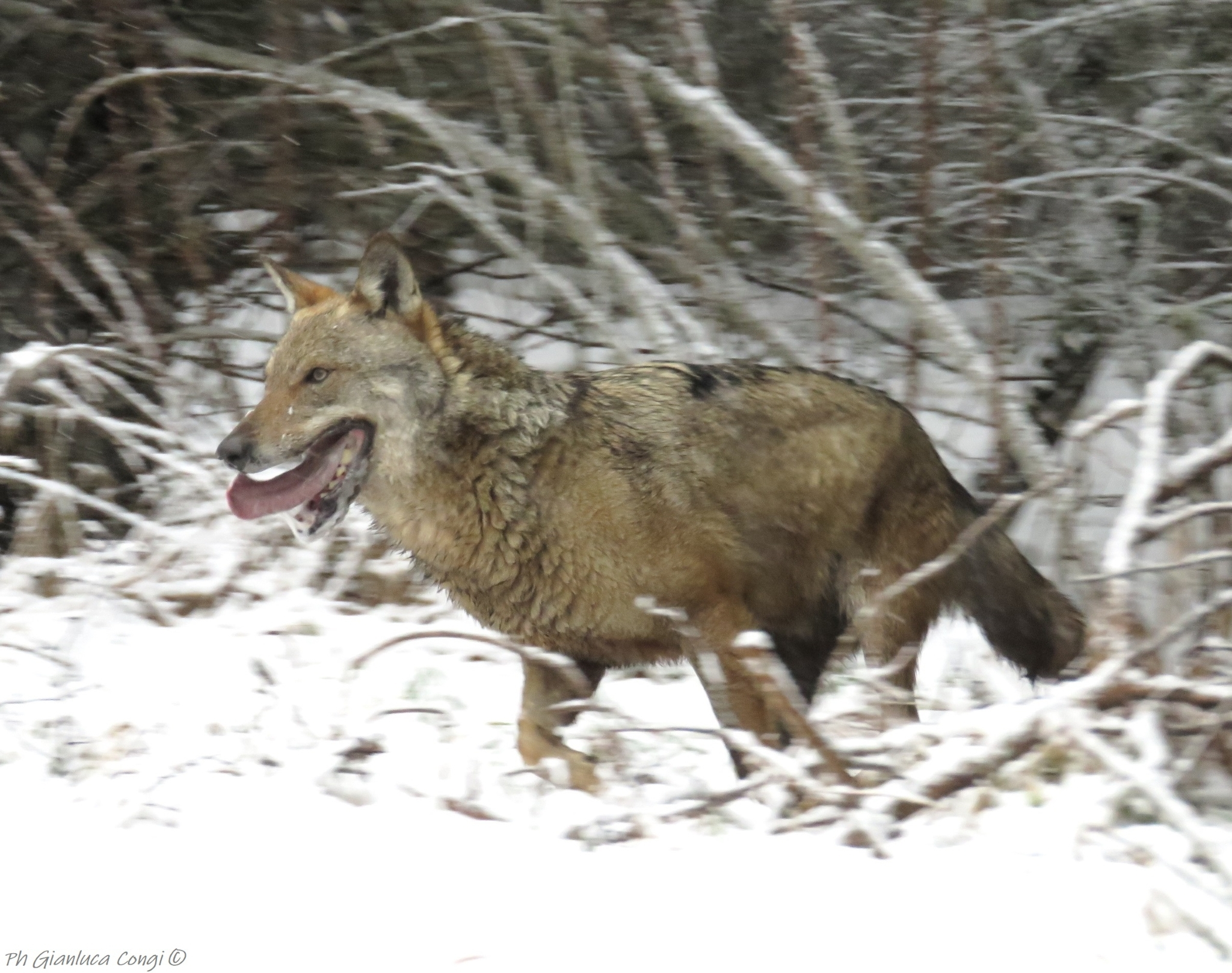
Canis lupus italicus im Parco nazionale della Sila (2017)

Die Weltnaturschutzunion (IUCN) weist in ihrer Roten Liste gefährdeter Arten (IUCN 2018) für den Wolf in Europa zwei Teilpopulationen aus, die den Italienischen Wolf betreffen: eine Teilpopulation auf der Italienischen Halbinsel und eine Teilpopulation in den West- und Zentralalpen.
Die Teilpopulation auf der Italienischen Halbinsel wird auf 1100 bis 2400 Tiere mit leicht steigender Tendenz geschätzt. Unter Annahme einer im mittleren Schätzbereich liegenden Individuenzahl wird sie als Near Threatened (potenziell gefährdet) eingestuft. Ein begrenzter genetischer Austausch besteht mit der benachbarten Teilpopulation in den West- und Zentralalpen, allerdings vermutlich nur in Richtung dieser Nachbarpopulation. Lokales Gefährdungspotenzial besteht durch lokale Auslöschung von Wölfen infolge menschlicher Bejagung (mittels Giftköder oder Abschuss) und durch lokal gehäuft auftretende Verpaarungen von Wölfen mit Haushunden. Bei Annahme der geschätzten unteren Individuenzahl von 1100 Tieren würde die Teilpopulation die für einen langfristigen Erhalt erforderliche Zahl von 1000 erwachsenen Tieren unterschreiten und als Vulnerable (gefährdet) eingestuft werden.
Die alpine Teilpopulation in den West- und Zentralalpen wird auf 550 bis 700 Tiere geschätzt, darunter 330 bis 415 erwachsene Tiere. Sie nahm in den vergangenen Jahren um jährlich 10 bis 20 % zu. Angesichts des begrenzten genetischen Austauschs mit ihrer Ursprungspopulation auf der Italienischen Halbinsel wird die alpine Teilpopulation als eigene Teilpopulation aufgefasst. Sie wird aufgrund ihrer geringen Größe und weiten geographischen Verteilung bei vergleichsweise starker Isolation als Vulnerable (gefährdet) eingestuft.